# JR東日本メカトロサービス
株式会社JR東日本メカトロサービス（ジェイアールひがしにほんメカトロサービス、JR-MS）は、東京都千代田区に本社を置く、駅務機器およびホームドアの検修業務を主とする会社である。

JR東日本メカトロニクス（JREM）の完全子会社。

## 沿革
- 1984年 - 株式会社ポム設立
- 1985年 - オレンジカード発売機を設計・製造、販売
- 2002年 - 株式会社ジェイアール東日本メカトロサービスに改称
- 2019年 - 株式会社JR東日本メカトロサービスに改称